# Ștefan cel Mare (Neamț)
Ștefan cel Mare es una comuna ubicada en el distrito de Neamț, Rumania.

## Superficie
Posee una superficie de 50,14 kilómetros cuadrados.

## Demografía
Hasta 2021 la población era de 2502 habitantes, con una densidad de población de 49,90 habitantes por kilómetro cuadrado.